# Грапавозъб делфин
Грапавозъбият делфин (Steno bredanensis) е морски бозайник от разред Китоподобни.

## Физическа характеристика
Характерна особеност на този делфин е неговата конусовидна глава и прав нос. Плавниците са издължени назад покрай тялото. Гръбната перка е силно изразена. Устните, гърлото и корема са бели. Страните на тялото са светло сиви на цвят, а гърба и гръбната перка са тъмно сиви. Достига дължина на тялото до около 2,5 m и тегло 160 kg.
Видът е социален. Наблюдавани са стада от 50 до 100 индивида.

## Разпространение и местообитание
Широко разпространен в Атлантическия, Тихия и Индийския океан и Средиземно море.